# La settima vittima (romanzo)
La settima vittima (Седьмая жертва - Sed'maja žertva), è un romanzo di Aleksandra Marinina pubblicato nel 1999.

## Trama
In una diretta della televisione russa, la poliziotta Anastasija Kamenskaja e la sua amica Tatjana Obraztsova, giudice del tribunale di Mosca, sono le protagoniste di un dibattito su donne che fanno lavori maschili.
Tra il pubblico spunta un cartello con un messaggio minaccioso che potrebbe essere rivolto a loro; il ragazzino che lo ha sollevato confessa di aver ricevuto denaro da una barbona per compiere quello che si capisce ben presto non essere uno scherzo. 
Quando la barbona viene trovata uccisa ed al suo omicidio ne seguono altri con le stesse caratteristiche si ha la certezza che il folle intimidatore sta stringendo il cerchio, avvicinandosi sempre più alla vittima designata.  
In una sfida ingegnosa e crudele alle forze dell'ordine, il criminale uccide sei emarginati, firmando i suoi omicidi con un simbolico richiamo al pittore fiammingo Hieronymus Bosch (un pesce di ceramica che divora un bambolotto di plastica) ed ispirandosi ai sette peccati capitali come nel film Seven.

## Edizioni in italiano
- Aleksandra Borisovna Marinina, La settima vittima, traduzione di Maria Cristina Moroni, Piemme, Casale Monferrato 2007
- Aleksandra Borisovna Marinina, La settima vittima, La Biblioteca di Repubblica-L'Espresso, Roma 2012

## Trasposizione sullo schermo
Il romanzo ha dato origine all'episodio Kamenskaya: Sedmaya zhertva, andato in onda il 20 ottobre 2003, nella serie televisiva dedicata a Anastasia Kamenskaya.